# هرولتیتسه
هرولتیتسه (به چکی: Heroltice) یک منطقهٔ مسکونی در جمهوری چک است که در ناحیه برنو-تسوونتری واقع شده‌است. هرولتیتسه ۳٫۴۱ کیلومتر مربع مساحت و ۱۸۰ نفر جمعیت دارد و ۳۰۴ متر بالاتر از سطح دریا واقع شده‌است.